# Rafał Wojaczek
Rafał Wojaczek (ur. 6 grudnia 1945 w Mikołowie, zm. 11 maja 1971 we Wrocławiu) – polski poeta i prozaik. Zaliczany do grona poetów wyklętych.

## Życiorys
Urodził się 6 grudnia, 1945 roku o godzinie 22.45. Wywodził się ze znanej i poważanej w mieście rodziny. Jego ojciec – Edward był nauczycielem gimnazjalnym (później sprawował funkcję dyrektora I Liceum Ogólnokształcącego w Prudniku), matka – Elżbieta ukończyła anglistykę, pracowała w wydawnictwie. Dom Wojaczka wyróżniał się w mikołowskiej społeczności z dwóch powodów: „był typowo inteligencki, do tego jego rodzina była niepraktykująca”. 16 grudnia odbył się chrzest Wojaczka w kościele pod wezwaniem św. Wojciecha w Mikołowie. Sam Wojaczek był ateistą. Był bardzo zdolnym człowiekiem; opanowywanie języków obcych przychodziło mu bez trudu, podobno miał pamięć fotograficzną. Niesłychanie dużo czytał m.in.: Charles’a Baudelaire’a, Arthura Rimbauda, Franza Kafkę, Thomasa Manna, Fiodora Dostojewskego i Friedricha Nietzschego. Uczył się w liceach ogólnokształcących w Mikołowie, Katowicach-Ligocie i Kędzierzynie-Koźlu. W maju 1963 roku zdał maturę. Z powodu pierwszej próby samobójczej pod koniec 1964 roku, przebywał na moment w szpitalu psychiatrycznym. Wojaczek regularnie się ciął, przez co całe ciało pokryte miał bliznami. Potem podjął kolejną próbę samobójstwa. Po fakcie tak o tym napisał: „Obraz był ładny – kałuża krwi, coraz więcej jej było i ciągły syk ulatniającego się gazu…”. Studiował krótko polonistykę na Uniwersytecie Jagiellońskim, ale oblawszy łacinę, przeprowadził się do Wrocławia. Pracował chwilę jako dyspozytor MPO, później utrzymywał się z honorariów oraz regularnego wsparcia finansowego ze strony ojca.
Fascynował się burzliwym życiem Marka Hłaski, do którego nawiązywał w poezji.
W 1965 roku z decyzji Tymoteusza Karpowicza zadebiutował zestawem wierszy w pierwszym numerze Poezji, co odbiło się szerokim echem w środowisku literackim. W 1969 roku ukazał się jego debiutancki tom Sezon, znakomicie przyjęty przez krytyków, zaś w 1970 ukazał się drugi i ostatni wydany za życia Wojaczka zbiór Inna bajka.

## Życie prywatne
11 stycznia 1966 roku, o godz. 10.00 wziął ślub z Anną Kowalską, poznaną podczas pobytu w szpitalu psychiatrycznym w maju 1965. Miał jedno dziecko, córkę Dagmarę (urodzona 15 czerwca 1966 roku). Był kibicem Górnika Zabrze.

## Legenda
Rafał Wojaczek do dziś uchodzi za jedną z najbardziej legendarnych postaci artystycznego środowiska Wrocławia z czasów głębokiego PRLu. Wojaczek był alkoholikiem, źródła podają, że kilka razy wszywano mu esperal, ale wyciągał go i pił dalej. Aczkolwiek wiarygodność tej informacji podważają znajomi, twierdząc, że była to najczęściej poza, służąca zwróceniu na siebie uwagi. Legendę poety traktuje także z przymrużeniem oka wieloletni przyjaciel i biograf Wojaczka Bogusław Kierc, który zapamiętał Wojaczka jako bardzo dobrze wychowanego człowieka, z którym nie wypił „ani kropli alkoholu”.
Do największych i niejednokrotnie szokujących ekscesów Wojaczka należą „wychodzenie” z lokali szybą zamiast drzwiami, wieszanie szatniarzy na hakach oraz wyskakiwanie z okien z czwartego piętra. Fascynacja Rimbaudem powodowała, że w swojej ekstrawagancji bywał niebezpieczny dla siebie, jak i dla swojego otoczenia. Jego fascynacja francuskim poetą była ogromna – chociaż nie wyznawał żadnej religii, wierzył w reinkarnację oraz w to, że jest kolejnym wcieleniem swojego mistrza. Awanturnicze, protopunkowe życie Wojaczka prędko spowodowało, że stał się on jednym z najbardziej charakterystycznych autorów przypisanych do grupy poetów przeklętych.

## Śmierć
Wojaczek zmarł nocą 11 maja 1971 roku. Najczęściej podaje się, że popełnił on samobójstwo, ale niektórzy znajomi uważają, że był to wypadek, jako że poeta wielokrotnie eksperymentował z lekami i alkoholem. Miał zaledwie dwadzieścia pięć lat. Pochowano go na cmentarzu św. Wawrzyńca we Wrocławiu. W 2000 roku w tej samej mogile złożono ciało jego brata – aktora Andrzeja Wojaczka.

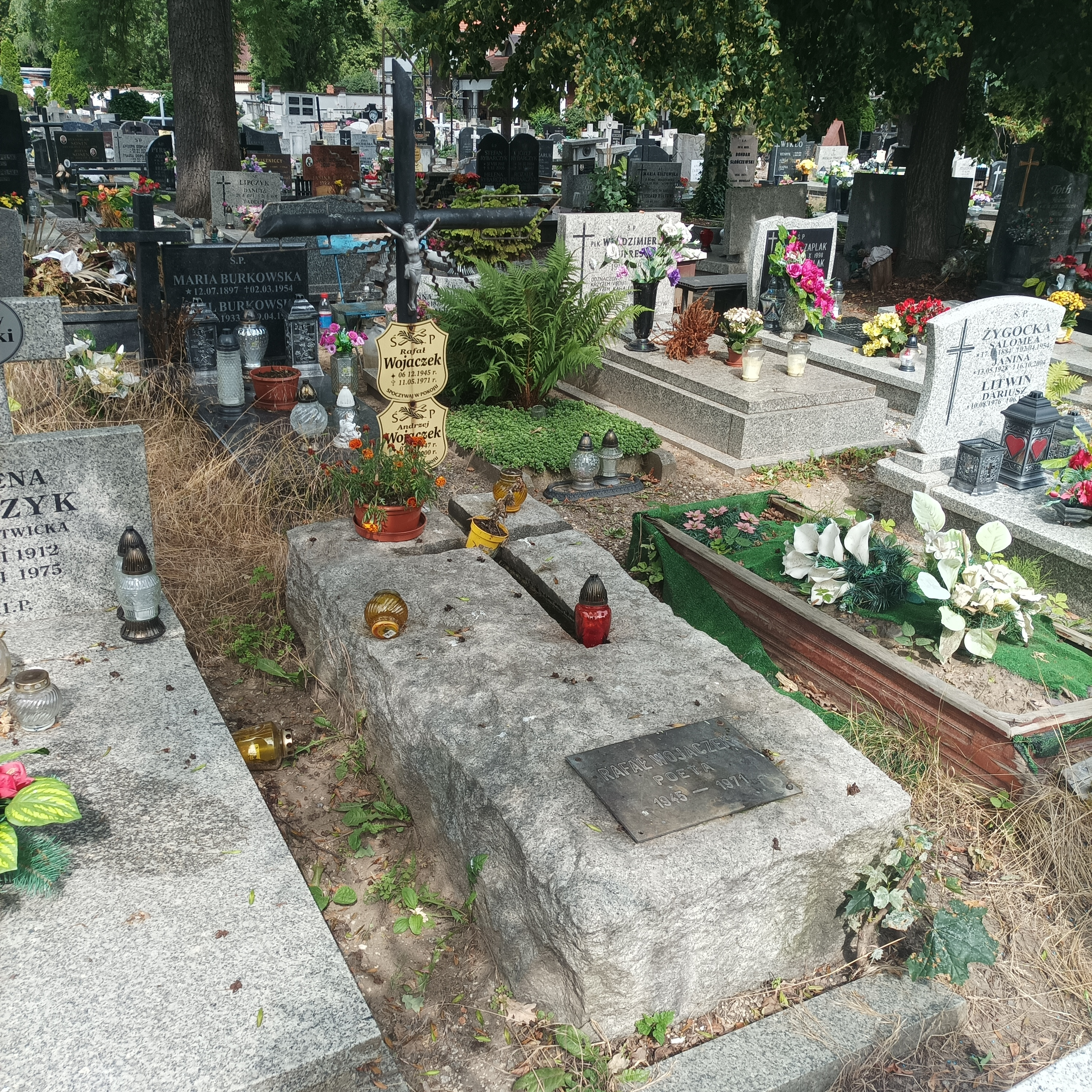
Grób Rafała i Andrzeja Wojaczków na Cmentarzu Świętego Warzyńca we Wrocławiu (2023)

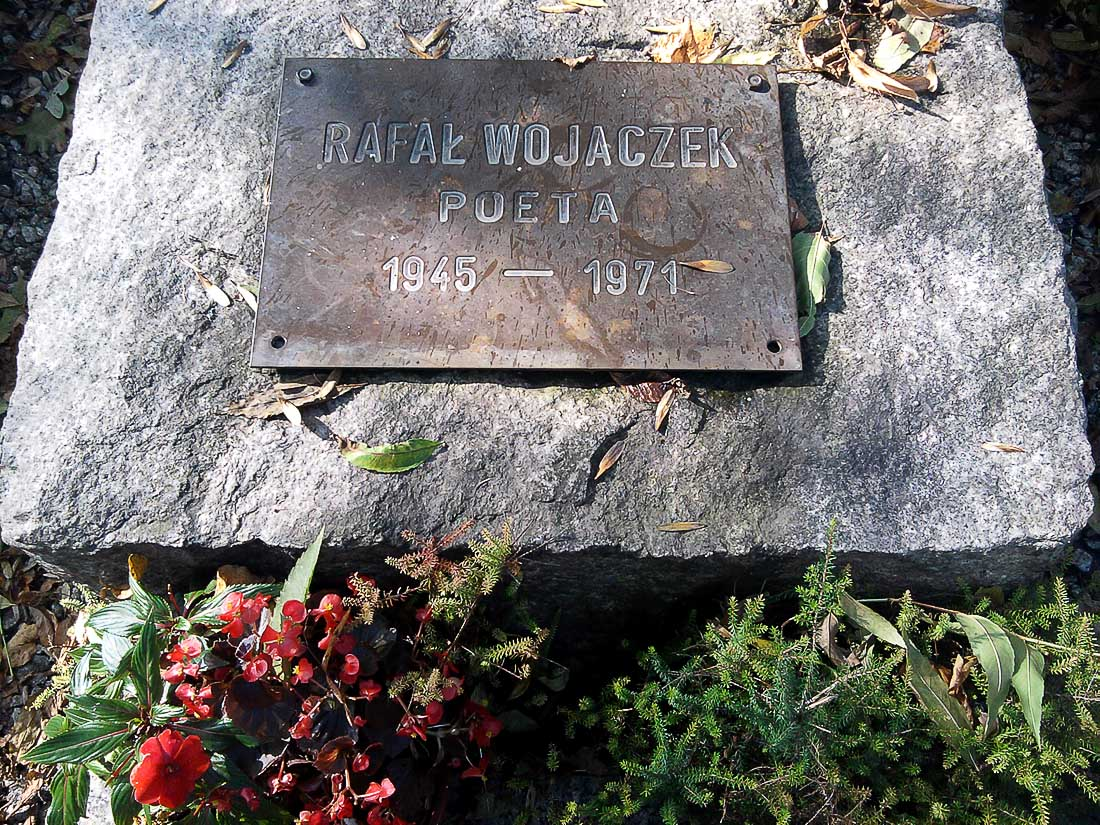
Zbliżenie na tablicę nagrobkową upamiętniającą Rafała Wojaczka.

## Charakterystyka pisarstwa
Główne tematy poezji Wojaczka to śmierć, miłość, fascynacja kobiecością i cielesnością (zazwyczaj ujętą w estetyce turpistycznej). Podmiot liryczny jego wierszy mówi najczęściej o bólu, poczuciu odrębności; buntuje się przeciwko obłudzie świata i społeczeństwa, z drugiej strony bada swoje lęki i niepokoje. Język poezji Wojaczka jest zazwyczaj bardzo naturalistyczny i brutalny, nie stroni od wulgaryzmów, przez co nieraz cenzura zatrzymywała mu publikacje. Mimo dosadności Wojaczek często przemycał głęboki liryzm i pragnienie czułości, co wówczas tworzyło kombinację jedyną w swoim rodzaju.
Wojaczek niejednokrotnie rozmawia bądź nawiązuje w wierszach do klasyków polskiego romantyzmu, głównie do Mickiewicza i Norwida, co także w owym czasie było nietypowe i do dziś stanowi o wyjątkowości jego poezji.

## Kino i dokumenty
W 1999 roku powstał film w reżyserii Lecha Majewskiego pt. Wojaczek; w roli tytułowej wystąpił poeta Krzysztof Siwczyk.
W 2018 powstał film dokumentalny Dagmary Drzazgi pt. Martwy sezon.

## Twórczość

### Poezja
- Sezon 1969
- Inna bajka, Ossolineum 1970

### Poezja wydana pośmiertnie
- Nie skończona krucjata 1972
- Którego nie było 1972 (pod red. Bogusława Kierca)

### Proza
- Sanatorium, Biuro Literackie, Wrocław 2010

### Utwory rozproszone i listy
- Reszta krwi, Mikołów 1999
- Nie te czasy. Utwory nieznane, Mikołów 2016
- Listy miłosne i nie, Wrocław 2019; zbiór korespondencji poety (red. Stanisław Bereś i Dagna Cichoń)

## Biografie
- Maciej Michał Szczawiński, Rafał Wojaczek, który był
- Stanisław Srokowski, Skandalista Wojaczek
- Stanisław Bereś oraz Katarzyna Batorowicz-Wołowiec, Wojaczek wielokrotny, Biuro Literackie 2008
- Bogusław Kierc, Prawdziwe życie bohatera, Biuro Literackie 2020

## Galeria

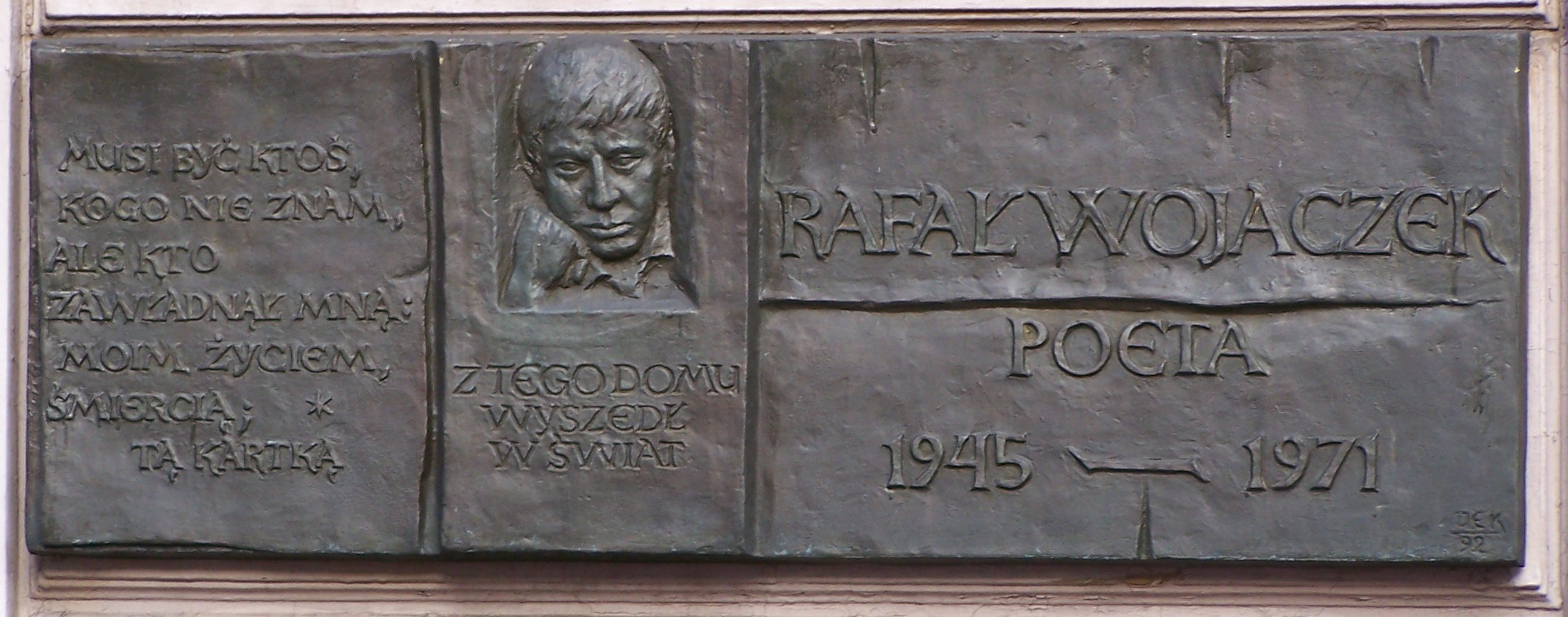
Tablica pamiątkowa na kamienicy, domu rodzinnym poety – do lutego 2019 roku siedzibie Instytutu Mikołowskiego w Mikołowie.
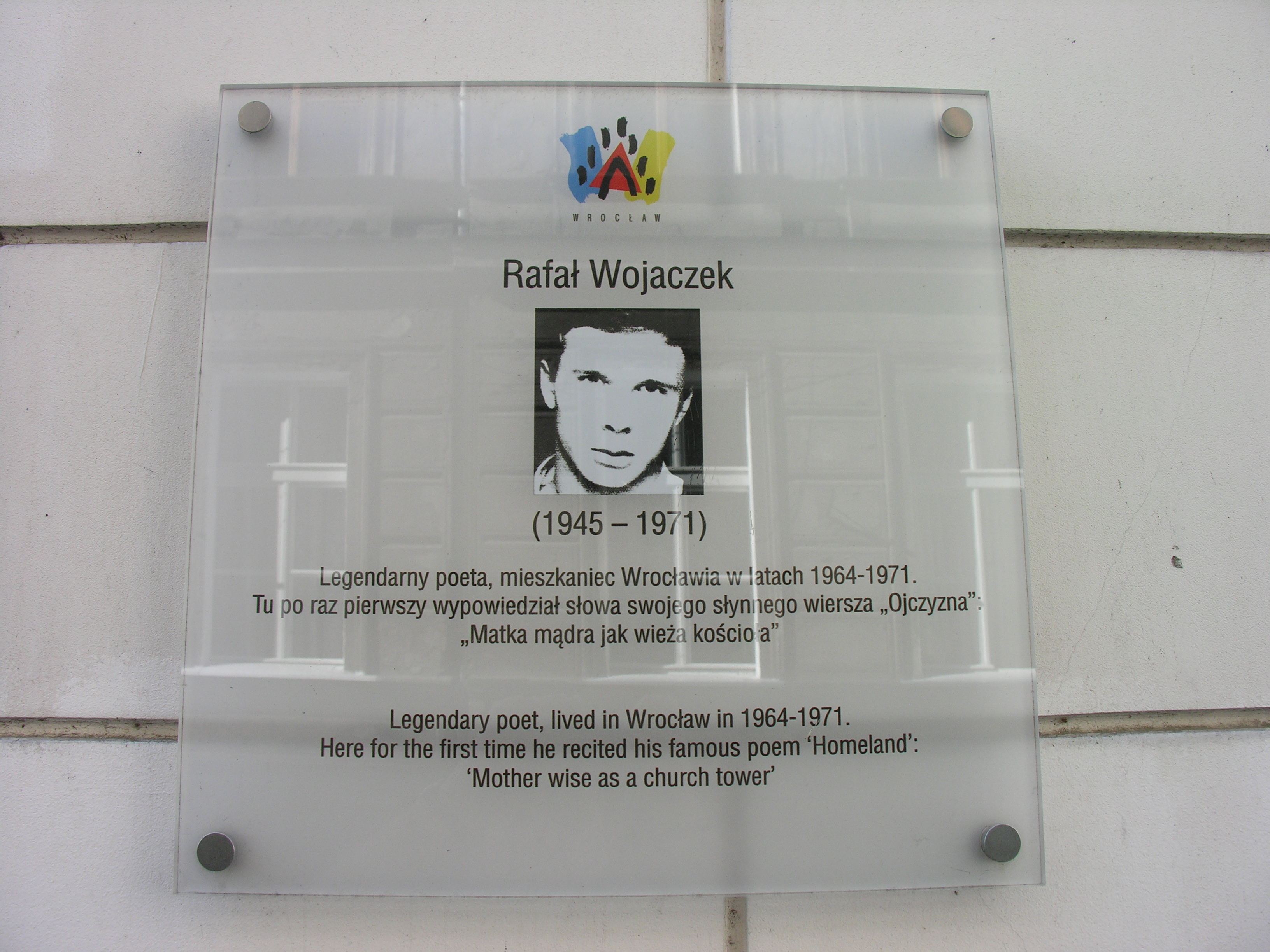
Tablica pamiątkowa we Wrocławiu.

## Upamiętnienie
- 7 grudnia 1992 r. w Mikołowie przy ul. 1 Maja 8 (przemianowana na Jana Pawła II) na ścianie budynku, w którym mieszkał poeta, zawisła tablica jemu poświęcona[19]. Autorem tablicy był mikołowski rzeźbiarz Jerzy Kwiatkowski[20].
- 10 maja 2006 r. we Wrocławiu odsłonięto tablicę pamiątkową na ścianie kamienicy przy ul. Rzeźniczej 24[21], nieopodal Teatru Współczesnego, w którym występował jego brat Andrzej. Miejsce wybrał przyjaciel poety, aktor Bogusław Kierc. Tablicę odsłoniła córka poety Dagmara, wraz z bratem Wojaczka, Piotrem[22].
- 16 stycznia 2016 r. wnuki Rafała Wojaczka (Milena i Bartłomiej Janus) odsłoniły tabliczkę z nazwą na rondzie jego imienia w Kędzierzynie-Koźlu[23].
- Imieniem Rafała Wojaczka nazwano ulice w Mikołowie[24] i na wrocławskich Sołtysowicach[25].
- 13 maja 2022 r. na Rynku w Mikołowie odsłonięto ławkę-rzeźbę przedstawiającą siedzącego Rafała Wojaczka autorstwa Macieja Paździora[26][27].
- Wiersz Rafała Wojaczka Chodzę i pytam, został zaśpiewany przez zespół Elektryczne Gitary na płycie A ty co[28].